# Nišava (district)
Nišava (Servisch: Нишавски округ, Nišavski okrug) is een district in Centraal-Servië. De hoofdstad is Niš.

## Gemeenten
Nišava bestaat uit de volgende gemeenten:
- Niš
- Aleksinac
- Svrljig
- Merošina
- Ražanj
- Doljevac
- Gadžin Han

## Bevolking
De bevolking bestaat uit de volgende etnische groepen:
- Serven: 360.941
- Roma: 9.224
- Montenegrijnen: 1.018